# Mylothris
Mylothris is een geslacht van vlinders uit de familie van de witjes (Pieridae).
De wetenschappelijke naam werd in 1819 gepubliceerd door Jacob Hübner.

## Soorten
- M. aburi Larsen & Collins, 2003
- M. afraorientalis Stoneham, 1937
- M. agathina (Cramer, 1779)
- M. alberici Dufrane, 1940
- M. alcuana Grünberg, 1910
- M. analis Aurivillius, 1907
- M. aneria Hulstaert, 1924
- M. arabicus Gabriel, 1954
- M. asphodelus Butler, 1888
- M. atewa Berger, L, 1980
- M. basalis Aurivillius, 1906
- M. bernice (Hewitson, 1866)
- M. carcassoni van Son, 1948
- M. celisi Berger, L, 1981
- M. citrina Aurivillius, 1898
- M. continua Talbot, 1944
- M. crawshayi Butler, 1896
- M. croceus Butler, 1896
- M. chloris (Fabricius, 1775)
- M. dimidiata Aurivillius, 1898
- M. dollmani Riley, 1921
- M. ducarmei Hecq, 2001
- M. elodina Talbot, 1944
- M. erlangeri Pagenstecher, 1902
- M. ertli Suffert, 1904
- M. eximia Hecq, 2005
- M. fernandina Schultze, 1914
- M. flaviana Grose-Smith, 1898
- M. flavicosta Rebel, 1914
- M. hilara (Karsch, 1892)
- M. humbloti (Oberthür, 1888)
- M. intermedia Aurivillius, 1910
- M. jacksoni Sharpe, 1891
- M. jaopura Karsch, 1893
- M. kahusiana Hecq, 2001
- M. kiellandi Berger, L, 1985
- M. kilimensis Kielland, 1990
- M. kivuensis Grünberg, 1910
- M. kiwuensis Grünberg, 1910
- M. knoopi Hecq, 2005
- M. latimargo Joicey & Talbot, 1921
- M. leonora Krüger, R, 1928
- M. lucens Hecq, 2005
- M. mafuga Berger, L, 1981
- M. mavunda Hancock & Heath, 1985
- M. mortoni Blachier, 1912
- M. ngaziya (Oberthür, 1888)
- M. nguru Kielland
- M. nubila (Möschler, 1884)
- M. ochracea Aurivillius, 1895
- M. ochrea Berger, L, 1981
- M. phileris (Boisduval, 1833)
- M. pluviata Berger, L, 1980
- M. polychroma Berger, L, 1981
- M. poppea (Cramer, 1777)
- M. primulina Butler, 1897
- M. rembina (Plötz, 1880)
- M. rhodope (Fabricius, 1775)
- M. ruandana Strand, 1909
- M. rubricosta (Mabille, 1890)
- M. rueppellii (Koch, 1865)
- M. sagala Grose-Smith, 1886
- M. schoutedeni Berger, L, 1952
- M. schumanni Suffert, 1904
- M. similis Lathy, 1906
- M. sjostedti Aurivillius, 1895
- M. smithii (Mabille, 1879)
- M. solilucis Schultze, 1914
- M. spica (Möschler, 1884)
- M. splendens Le Cerf, 1927
- M. subsolana Hecq, 2001
- M. sulphurea Aurivillius, 1895
- M. sulphureotincta Strand, 1909
- M. superbius Kielland
- M. superbus Kielland, 1985
- M. talboti Berger, L, 1980
- M. trimenia (Butler, 1869)
- M. winstoniana Sharpe, 1891
- M. yulei Butler, 1897